# 袁晓岑
袁晓岑（1915年8月8日—2008年），男，贵州普定人，中国雕塑家、国画家，中国美术家协会理事，云南省美术家协会原主席。